# Charly Grosskost
Charly Grosskost [uitspraak: 'ʃɑʀli 'ɡʀɔskoː] (Eckbolsheim, 5 maart 1944 - Straatsburg, 19 juni 2004) was een Frans wielrenner, beroeps van 1966 tot 1974. Hij werd negen keer Frans kampioen op de individuele achtervolging. Op de weg was hij een proloog-specialist. Hij leverde in 1968 een unieke prestatie door in 1 jaar de prologen van zowel de Ronde van Italië als de Ronde van Frankrijk te winnen.
Grosskost overleed in 2004, nadat hij tijdens een fietstochtje met vrienden werd aangereden door een auto.

## Belangrijkste overwinningen
1966
- Frans kampioen Achtervolging (baan), Elite

1967
- Frans kampioen Omnium (baan), Elite

1968
- Frans kampioen Achtervolging (baan), Elite
- Frans kampioen Omnium (baan), Elite
- Proloog Ronde van Frankrijk
- 1e etappe Ronde van Frankrijk
- Proloog Parijs-Nice
- Proloog Ronde van Italië

1969
- Frans kampioen Achtervolging (baan), Elite

1970
- Frans kampioen Achtervolging (baan), Elite

1971
- Proloog Ronde van de Oise
- Proloog Vierdaagse van Duinkerke

1972
- Proloog Étoile des Espoirs
- 3e etappe deel B Étoile des Espoirs
- Proloog Ronde van de Oise

1974
- Frans kampioen Achtervolging (baan), Elite

## Belangrijkste ereplaatsen
1968
- 2e in Milaan-San Remo

1970
- 3e in de Grand Prix du Midi Libre

## Resultaten in voornaamste wedstrijden
| Jaar | Ronde van Italië | Ronde van Frankrijk | Ronde van Spanje |
| ---- | ---------------- | ------------------- | ---------------- |
| 1966 |                  |                     |                  |
| 1967 |                  |                     | opgave           |
| 1968 | 63e (1)          | 17e (2)             |                  |
| 1969 |                  | buiten tijd         |                  |
| 1970 |                  | opgave              |                  |
| 1971 |                  | 48e                 |                  |
| 1972 |                  |                     |                  |
| 1973 |                  | 67e                 |                  |

| Jaar | Milaan-San Remo | Gent-Wevelgem | Ronde van Vlaanderen | Parijs-Tours |  | Wereldranglijsten |
| ---- | --------------- | ------------- | -------------------- | ------------ |  | ----------------- |
| 1966 |                 |               |                      | 80e          |  |                   |
| 1967 | 27e             |               |                      | 62e          |  |                   |
| 1968 | ↑               |               | 69e                  | 49e          |  | 20e (SPP)         |
| 1969 | 60e             |               |                      | 87e          |  |                   |
| 1970 | 69e             | 35e           |                      |              |  |                   |
| 1971 |                 |               |                      |              |  |                   |
| 1972 |                 |               |                      | 109e         |  |                   |
| 1973 | 27e             |               |                      |              |  |                   |